# Monumento a Giuseppe Verdi (Milano)
Il monumento a Giuseppe Verdi è una scultura di Enrico Butti posta in piazza Michelangelo Buonarroti a Milano.

## Descrizione dell'opera
La scultura in bronzo raffigura Giuseppe Verdi «in posa semplice e pensosa».
Sul basamento sono presenti pannelli in bronzo con raffigurazioni allegoriche.

## Storia
Un primo bando per la realizzazione della scultura non ebbe un vincitore. Un secondo concorso vide come vincitore Antonio Carminati, deceduto però nel 1908, prima di completare l'opera; l'incarico fu perciò assegnato a Enrico Butti.
Il monumento fu inaugurato il 10 ottobre 1913. Il monumento fu posto in piazzale Buonarroti di fronte a Casa Verdi, casa di riposo per musicisti fondata da Giuseppe Verdi.